# ملا نورالدین ترابی
ملا نورالدین ترابی قاضی اهل افغانستان است. وی معین رییس‌الوزراء افغانستان در هلال احمر این کشور است.